# Dana Vávrová
Dana Vávrová (ur. 9 sierpnia 1967 w Pradze, zm. 5 lutego 2009 w Monachium) – czeska i niemiecka aktorka, reżyserka. Zmarła na raka.

## Wybrana filmografia
- 1979: Arabela, reż. Václav Vorlíček jako Czerwony Kapturek
- 1984: Amadeusz, reż. Miloš Forman
- 1988: Herbstmilch, reż. Joseph Vilsmaier
- 1993: Stalingrad, reż. Joseph Vilsmaier
- 1995: Schlafes Bruder, reż. Joseph Vilsmaier
- 2008: Gustloff: Rejs ku śmierci, reż. Joseph Vilsmaier